# Wenjow
Wenjow (russisch Венёв) ist eine kleine Stadt mit 15.224 Einwohnern (Stand 14. Oktober 2010) in Russland in der Oblast Tula. Sie liegt etwa 50 Kilometer nordöstlich der Gebietshauptstadt Tula und rund 180 Kilometer südlich von Moskau.

## Geschichte
Wenjow wurde erstmals in Urkunden von 1371 erwähnt. Namensgebend für die heutige Stadt ist das Flüsschen Wenjowka aus dem Flusssystem der Wolga.
Seit Ende des 15. Jahrhunderts war Wenjow Bestandteil des Moskauer Fürstentums und lag lange Zeit als Teil der Verhaulinie des Moskauer Staates an dessen südlichen Grenzen. Aus diesem Grund wurde der Ort im 16. Jahrhundert des Öfteren von Nomaden aus dem Süden überfallen. Nach der Expansion Moskowiens Richtung Süden verlor Wenjow seine Bedeutung als Grenzstadt. Später entwickelte sich dort zunehmend die Landwirtschaft und der Handel mit landwirtschaftlichen Erzeugnissen. Den Status einer Stadt erhielt Wenjow mit der Gebietsreform 1777.
Bei der ersten gesamtrussischen Volkszählung von 1897 wurden für die Stadt Wenjow 5.167 Einwohner gezählt.

### Bevölkerungsentwicklung
| Jahr | Einwohner |
| ---- | --------- |
| 1897 | 5.167     |
| 1939 | 5.576     |
| 1959 | 6.261     |
| 1970 | 5.893     |
| 1979 | 7.124     |
| 1989 | 13.243    |
| 2002 | 16.167    |
| 2010 | 15.224    |

Anmerkung: Volkszählungsdaten

## Sehenswürdigkeiten

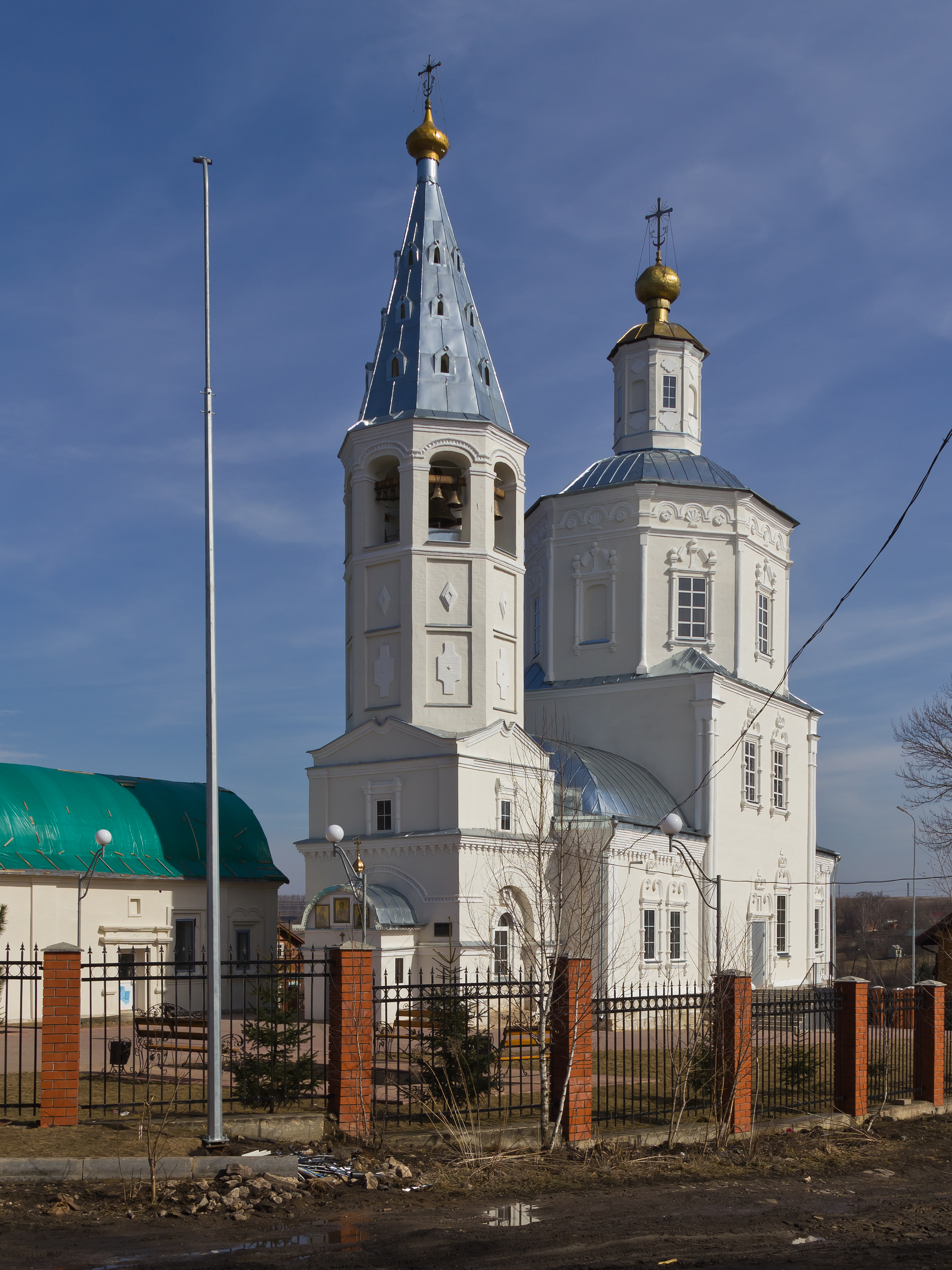
Kirchen des ehemaligen Erscheinungs-Klosters

Es sind in Wenjow mehrere alte Kirchenbauten bis heute erhalten, darunter Reste des ehemaligen Erscheinungs-Klosters – die aus dem 18. Jahrhundert stammenden Erscheinungs-Kirche und Gottesmutter-von-Kasan-Kirche – sowie die Mariä-Schutz-und-Fürbitte-Kirche aus dem Jahr 1737. Sieben Kilometer von Wenjow entfernt kann man die Stollen eines ehemaligen Kalkstein-Bergwerks besichtigen, das seit dem 15. Jahrhundert und noch bis in die 1930er-Jahre hinein in Betrieb war.

## Wirtschaft und Verkehr
Der Rajon Wenjow ist bis heute vor allem landwirtschaftlich geprägt. Außerdem existieren dort Kalkstein- und Steinkohlelagerstätten. In der Stadt selbst gibt es nur wenige, kleine Industriebetriebe sowie ein Kohlebergwerk.
Nahe Wenjow verläuft die Fernstraße M4. Die Stadt liegt seit 1901 an einer Eisenbahnstrecke mit Verbindungen unter anderem nach Oscherelje (bei Kaschira) und Nowomoskowsk.